# Armi di distruzione matematica
Armi di distruzione matematica (Weapons of Math Destruction) è un libro del 2016 sull'impatto sociale degli algoritmi, scritto da Cathy O'Neil. Esplora come alcuni algoritmi di megadati siano sempre più utilizzati con modalità che rafforzano la disuguaglianza. Il libro è stato selezionato per il National Book Award for Nonfiction 2016, è stato ampiamente recensito, e ha vinto l'Eulero Book Prize. In Italia è edito da Bompiani, pubblicato nel 2017.

## Panoramica
La matematica O'Neil analizza come l'uso di big data e algoritmi in vari campi, tra cui assicurazioni, pubblicità, istruzione e polizia, può portare a decisioni che danneggiano i poveri, rafforzano il razzismo e amplificano la disuguaglianza.
O'Neil postula che questi strumenti matematici condividano tre caratteristiche chiave: sono opachi, non sono regolamentati e sono difficili da contestare. Sono anche scalabili, amplificando così qualsiasi pregiudizio intrinseco per influenzare popolazioni sempre più grandi.

## Accoglienza
Il libro ha ricevuto numerosi elogi per aver chiarito le conseguenze della dipendenza dai modelli di big data per la strutturazione delle risorse socioeconomiche. Clay Shirky del The New York Times Book Review ha dichiarato: "O'Neil fa un lavoro magistrale spiegando la pervasività e i rischi degli algoritmi che regolano le nostre vite", sottolineando che "la sezione sulle soluzioni è più debole della sezione sui problemi". Kirkus Reviews ha elogiato il libro per essere "una discussione insolitamente lucida e leggibile" su un argomento tecnico.
Nel 2019, il libro ha vinto l'Eulero Book Prize della Mathematical Association of America.